# قصورة
القَصُّوْرة أو (نقحرة: سكورت) (بالإنجليزية: skort)‏ هي تنورة مع زوج من البناطيل القصيرة المخفية تحتها. طُورَت من أجل توفير المزيد من الحرية للقيام بأنشطة مثل البستنة أو التنظيف أو ركوب الدراجة، وإعطاء مظهر التنورة. تحظى بشعبية في الألعاب الرياضية مثل التنس أو الغولف للنساء.

## التسمية
باللغة الإنجليزية (سكورت skort) هي دمج لكلمتي (تنورة Skirt) و(شورت Short).
باللغة العربية (قصورة) هي ترجمة ل(سكورت)، فهي مأخوذة من الجذر (قصر) على وزن (تنورة).

## طالع المزيد
- النساء والسراويل